# Tahar Rahim
Tahar Rahim (født 4. juli 1981) er en fransk skuespiller med algerisk baggrund.
Han er kendt for sin hovedrolle som Malik El Djebena i den prisvindende franske film Profeten fra 2009 af Jacques Audiard. Han spillede FBI-agenten Ali Soufan i The Looming Tower, Judas i filmen Mary Magdalene og som Charles Sobhraj i The Serpent, en tv-serie lavet i 2021.
Rahim har demonstreret flersprogede færdigheder og øre for accenter efter at have spillet på korsikansk og arabisk udover fransk i Profeten og i skotsk gælisk i Kevin Macdonalds The Eagle. i 2021 spillede han Mohamedou Ould Slahi, i filmen The Mauritanian, og blev nomineret til en Golden Globe for bedste skuespiller - drama og en BAFTA Award for bedste mandlige hovedrolle.